# Zoisite
Zoisite é um mineral com composição química (Ca2(Al.OH)Al2(SiO4)3, um sorossilicato, do grupo do epídoto. Descoberto pelo mineralogista austríaco Sigmund Zois von Edelstein em 1805.

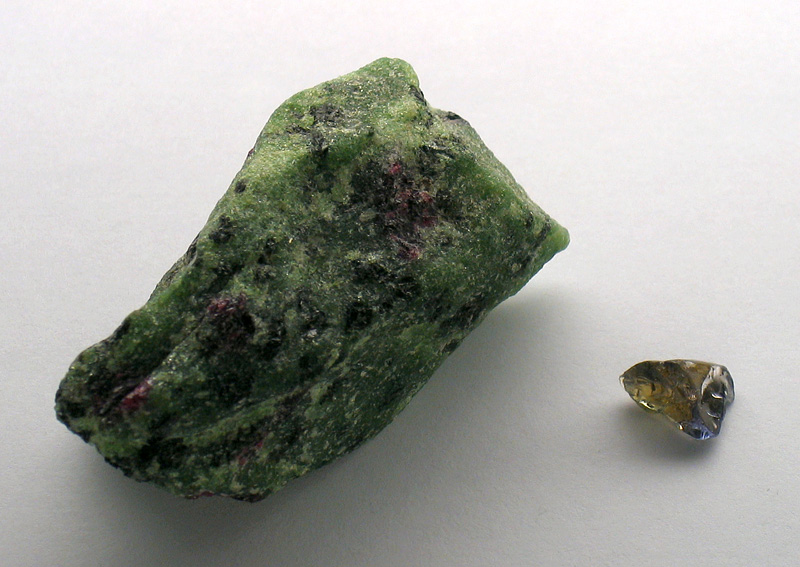
Duas variedades de zoisite (aniolita, à esquerda e tanzanita, à direita)

As ocorrências transparentes têm qualidade gemológica, distinguindo-se as variedades thulita (rosa), aniolita (verde), tanzanita (violeta) e outras variedades transparentes com colorações verdes, amareladas e acastanhadas (procedentes fundamentalmente da Tanzânia). As variedades opacas são usualmente utilizadas em trabalhos de escultura.
A zoisite ocorre na forma de cristais prismáticos ortorrômbicos ou em formas maciças, podendo ser encontrada em rochas metamórficas e pegmatíticas. Em termos de cor pode apresentar-se azul a violeta, verde, castanha, rosa, amarela, cinzenta ou incolor. Tem brilho vítreo e fractura desigual. Quando euédricos, os cristais apresentam estriação paralela ao eixo principal. Também paralela à direcção do eixo principal existe uma direcção de clivagem perfeita. Tem dureza ligeiramente superior a 6 na escala de Mohs, com peso específico entre 3.10 e 3.38, dependendo da variedade e traço branco. É um mineral frágil. A clinozoisite é um mais comum polimorfo monoclínico de zoisite.
As principais ocorrências de zoisite são: Tanzânia (tanzanita), Quénia (aniolita), Noruega (thulita), Suíça, Áustria, Índia, Paquistão, e os EUA.